# アサヒグループジャパン
アサヒグループジャパン株式会社（Asahi Group Japan, Ltd.）は、アサヒグループにおいて、アサヒビール、アサヒ飲料、アサヒグループ食品など日本事業を統括する中間持株会社。アサヒグループホールディングスの100%子会社。東京都墨田区吾妻橋に本社を置く。

## 概要
アサヒグループにおける日本事業は、2011年7月のアサヒグループホールディングス発足以来、アサヒグループホールディングス直轄で手がけてきた。アサヒグループはグループ理念である「Asahi Group Philosophy」および中期経営方針に基づき、主力ブランドのプレミアム化や付加価値提案をはじめ、「経営資源の高度化」「ESG への取組み深化」といった重点課題に取り組んできた。アサヒグループは、日本、欧州、オセアニア、東南アジアの各地域統括会社である Regional Headquarters ごとに事業競争力をさらに高めつつ、グローバルでのシナジーを創出した上で、5つのグローバ
ルブランドの拡大展開を強化する事にした。
アサヒグループホールディングスは2021年8月10日に、日本事業を統括する新会社としてアサヒグループジャパンを設立する事を発表。アサヒグループジャパンは2022年1月1日付で、アサヒビール、アサヒ飲料、アサヒグループ食品など日本事業を吸収分割で譲受したと同時に、アサヒビール、アサヒ飲料など日本事業を手掛けているグループ会社はアサヒグループジャパンの子会社となった。
アサヒグループジャパンは、日本国内における各事業の拡大・価値最大化を図る。アサヒグループホールディングスは、グループ全体の戦略策定及び経営管理に特化する。ただし、日本国内事業の内、アサヒバイオサイクルなど3社はアサヒグループホールディングスの完全子会社のまま残る。

## 沿革
- 2021年9月28日 - 設立。
- 2022年1月1日 - アサヒビール、アサヒ飲料、アサヒグループ食品など日本事業を吸収分割で譲受。

## 子会社
- アサヒビール
  - ニッカウヰスキー
    - 北海道ニッカサービス
    - 仙台ニッカサービス
    - ニッカ余市ヴィンヤード

  - エノテカ
  - アサヒフードクリエイト
  - なだ万
  - アサヒドラフトマーケティング
  - 沖縄アサヒ販売
  - アサヒビールコミュニケーションズ
  - アサヒビールモルト
  - アサヒグループエンジニアリング
  - アサヒビールフィード
  - 東京墨田川ブルーイング
  - アサヒユウアス
- アサヒ飲料
  - カルピス
  - アサヒオリオン飲料
- アサヒグループ食品
  - 日本エフディ
  - 和光食品工業
  - アサヒフィールドマーケティング
  - Yeastock
  - アサヒ目黒研究所
- アサヒロジ
  - エービーカーゴ東日本
  - エービーカーゴ西日本